# Den Røde Garde (Kina)
 For alternative betydninger, se Den Røde Garde. (Se også artikler, som begynder med Den Røde Garde)
Den Røde Garde (forenklet kinesisk: 红卫兵; traditionelt kinesisk: 紅衛兵; pinyin: Hóng Wèibīng) var en paramilitær kommunistisk studenterbevægelse i Kina, der blev mobiliseret af Mao Zedong i 1966 og 1967 under Kulturrevolutionen.
Mao brugte dem til at få ødelagt symboler på tiden før kommunismen og bekæmpe modstandere af kommunismen og for at styrke sin egen magt. De ødelagde blandt andet templer og vigtige kinesiske personers grave. Regeringen greb ikke ind selv når den røde garde var voldlige overfor hvad den opfattede som modstandere af kommunismen. Bevægelsen kom hurtigt ud af kontrol og kom ofte i konflikt med myndighederne. Der var også kampe mellem forskellige fraktioner af den røde garde. I 1967 begyndte regeringen at gribe ind overfor bevægelsen og i slutningen af 1968 var bevægelsen formelt opløst.